# عدم الإنجاب الطوعي

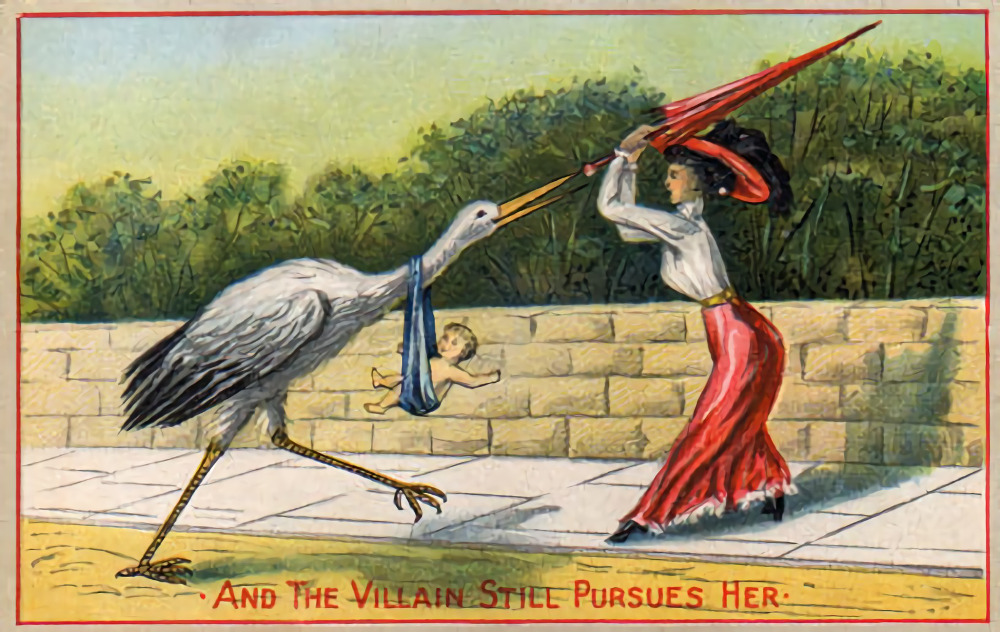
بطاقة بريدية من مطلع القرن العشرين؛ عمل فني كرتوني يصور امرأة تستخدم المظلة لتضرب طائر اللقلق حاملاً لها طفلاً حديث الولادة. وجاء في التعليق: "وما زال الشرير يلاحقها

اختيار عدم الإنجاب الإرادي، أو ما يصفه البعض بـعدم إنجاب الأطفال (Childfree)، هو الاختيار الإرادي لعدم إنجاب أطفال.
في معظم المجتمعات وفي أغلب الفترات من التاريخ البشري اُعتبر اختيار عدم الإنجاب من القرارات الصعبة وغير المرغوبة. فإن توفر وسائل فعالة لمنع الحمل بالإضافة إلى الدعم المقدم من بعض الحكومات لرعاية المسنين جعل حرية عدم الإنجاب اختيارا لبعض الناس، مع العلم أن يمكن لذلك القرار أن يؤدي إلى التقليل من شأنهم في بعض المجتمعات.
لقد صيغ مصطلح «عدم إنجاب الأطفال» في اللغة الإنجليزية في القرن العشرين للإشارة إلى الأشخاص الذين يقررون عدم إنجاب الأطفال. يتسع المصطلح ليشمل أطفال الآخرين (بالإضافة إلى أطفال المرء نفسه)، وهذا يؤدي إلى التمييز بينه وبين المصطلح الدارج «بدون أطفال» (childless)، الذي يُستخدم للتعبير عن فكرة عدم وجود أطفال، سواء كان هذا الوضع إرادياً أو اختيارياً أو بحكم الظروف. لقد اُستخدم أيضاً مصطلح «عدم إنجاب الأطفال» في الأدب الأسترالي للإشارة إلى الآباء الذين ليس لديهم أطفال في رعايتهم في الوقت الحالي، والذي قد يكون نتيجة معيشة أطفالهم في مكان آخر لفترة دائمة أو لفترة قصيرة مثل في حالة رعاية الأطفال (المعهد الأسترالي للدراسات الأسرية، 2011).

## الآراء المشتركة على نطاق واسع
يذكر داعمو فكرة العيش بدون أطفال (مثل الكاتبة الفرنسية كورين ماير، في كتابها «بلا أطفال: 40 سبب لعدم الإنجاب») عدة أسباب لدعم وجهة نظرهم.
- التنافس بين الالتزامات العائلية والاجتماعية مثل الدور الأولي لمقدم الرعاية لزوج ذو إعاقة، أخ (إخوة)، أو آباء.
- القلق بشأن تأثير الحمل على جسم المرأة (زيادة الوزن، علامات التمدد، تدلي الثديين، فرط تصبغ الوجه، ترهل بعضلات الحوض مما يؤدي إلى انخفاض المتعة الجنسية لدى كل من المرأة وشريكها، البواسير، سلس البول،[4] الموت[5]...إلخ)
- العجز الاقتصادي
- صعوبة الوصول إلى شبكات الدعم والموارد اللازمة
- الصحة الشخصية[6]
- وجود أو احتمالية وجود أمراض صحية مثل الاضطرابات الجينية[7]
- عدم الرغبة في تكرار جينات أحد الوالدين في حالة إساءة معاملة الأطفال.
- الخوف من انخفاض النشاط الجنسي.
- عدة مخاوف (مثل الخوف من الشعور بالتقيد أو الشعور بخيبة الأمل) بالإضافة إلى مخاوف متعلقة بالطفل
- ضرر أو صعوبة في العلاقات
- الخوف أو/ والنفور من الحالة الجسدية للحمل، تجربة الولادة،[8] والتعافي (مثل تلاشي الرغبة الجسدية)
- الاعتقاد بإمكانية المساهمة للبشرية بشكل أكبر من خلال العمل وليس من خلال الإنجاب
- عدم القدرة الفعلية والمتصورة أن يصبح الفرد والد أو والدة مسئولين وصبورين
- الاعتقاد بأن الرغبة في إعادة إنتاج النفس ذاتها من خلال الأطفال هي صورة من صور النرجسية
- عدم وجود شريك لائق للتكاثر جنسياً
- الاعتقاد بأنه من الخطأ الإنجاب عمداً بينما هنالك كثير من الأطفال للتبني
- القلق بشأن الآثار البيئية مثل الازدحام السكاني والتلوث وندرة الموارد والتأثير على المناخ العالمي ورفاهية وصحة الأطفال الموجودين.
- اللاإنجابية، هو الاعتقاد بأنه غير أخلاقي جلب الأطفال إلى العالم. حيث أن أي انسان يتمنى تجنيب الطفل المحتمل من أي معاناة في الحياة. بالإضافة إلى ذلك فإن الوالدين لا يمكنهم الحصول على موافقة الطفل الذي لم يتم ولادته بعد بشأن قدومه إلى الحياة وبهذا فإن قرار الإنجاب يعد فرضاً للحياة على الطفل.
- الاعتقاد بوجود انحدار سلبي في حالة العالم وفي الثقافات وأننا بحاجة إلى وقف تعريض الأطفال إلى مثل هذا الانحدار. وهذا يتضمن القلق أن الطفل سوف يتعرض إلى مثل هذه الأحداث الكارثية (آثار الاحتباس الحراري، الحروب، المجاعات) خلال حياته والتي قد تؤدي إلى معانتهم أو/و الموت.
- الاعتقاد بأن الأشخاص يميلون إلى الإنجاب لأسباب خاطئة (مثل الخوف، الضغط المجتمعي الناتج عن العادات والتقاليد)
- الالتزام بمبادئ المنظمات الدينية التي ترفض إنجاب الأطفال[9] أو رفض المعتقدات الدينية الإنجابية التي تفرضها عائلة الفرد أو/و مجتمعه
- كره الأطفال
- الشك في استقرار العلاقة بين الأب والأم
- عدم وجود غريزة الأمومة أو غريزة الأبوة
- الاعتقاد بأن الشخص كبير جداً أو صغير جداً في السن للإنجاب
- توجه وظيفي
- عدم الرغبة في الحصول على أطفال

## الإحصاء والبحوث
وفقاً لعالم الاقتصاد دايفيد فوت بجامعة تورنتو، فإن مستوى التعليم لدى المرأة هو العامل الأكثر أهمية لتحديد هل ستقوم المرأة بالإنجاب أم لا، حيث كلما ارتفع مستوى التعليم لدى المرأة، انخفضت احتمالية إنجابها للأطفال (وإن قامت بالإنجاب فسوف يقل عدد الأطفال). لاحظ الباحثون بصفة عامة أن الأزواج الذين ليس لديهم أطفال أنهم من ذو مستوى تعليم أعلى،[بحاجة لمصدر] وهذا قد يرجع إلى أنهم يعملون في مهن إدارية أو مهنية، يكسبون دخلاً أعلى بالنسبة للآخرين الذين لديهم أطفال، ولأنهم يعيشون في المناطق الحضرية. وقد يكونوا على الأرجح أقل تديناً، ولا يؤيدون الأدوار الاجتماعيه المحددة للجنسين أو الأدوار التقليدية.
في الخمسينيات، كان ينظر لقرار الشخص الأمريكي للعيش بلا أطفال باعتباره أمراً غريباً. بالرغم من ذلك، فإن نسبة البالغين الذين ليس لديهم أطفال ازدادت بشكل ملحوظ منذ ذلك الوقت. فإن نسبة عدم الإنجاب لدى النساء اللاتي تتراوح أعمارهن بين 40-44 عاماً كانت ٪10 في 1976، حيث وصلت إلى ٪0 2 في 2005، ثم انخفضت إلى ٪15 في 2014. ففي أوروبا نجد عدم الإنجاب بين النساء اللاتي تتراوح أعمارهن بين 40-44 عاماً أكثر شيوعاً في النمسا، إسبانيا والمملكة المتحدة (في 2010-2011). بين الدول المشتركة في الاستطلاع، فإن عدم الإنجاب كان أقل شيوعاً في أوروبا الشرقية، بالرغم من ذلك فإن العائلات ذو الطفل الوحيد يعد شائعا جداً هناك.
انخفض معدل الخصوبة في الولايات المتحدة الأمريكية بنسبة ٪9 من عام 2007 إلى 2011، حيث أعلن مركز بيو للأبحاث أن معدل المواليد وصل أدناه في عام 2010 وارتفعت نسبة عدم الإنجاب في جميع المجموعات العرقية والاثنية لتصبح لدى شخص واحد من كل 5 أشخاص بدلاً من 1 في كل 10 أشخاص كما كانت سابقاً في عام 1970. فقد أصدر مراكز مكافحة الأمراض واتقائها في الربع الأول من عام 2016 إحصائيات تؤكد أن معدل الخصوبة لدى الولايات المتحدة الأمريكية انخفض إلى الحد الأدنى منذ أن بدأت الولايات المتحدة الأمريكية بحفظ السجلات في 1909: 59.8 مولود لكل 1000 امرأة والذي يعد نصف المعدل في عام 1957 حيث كان المعدل 122.9 مولود لكل 1000 امرأة. على الرغم من ذلك وحتى مع الاخذ في الاعتبار الانخفاض في معدل الخصوبة، توقع مكتب تعداد الولايات المتحدة الازدياد في أعداد السكان من 319 مليون في عام 2014 إلى 400 مليون في عام 2051.
المركز الوطني للإحصاءات الصحية يؤكد أن نسبة النساء الأمريكيات في سن الإنجاب ويعرفن أنفسهن بلا أطفال (لا ينجبون طواعية) قد ارتفع بشكل صارخ في التسعينات- من 2.3 ٪ في عام 1982 إلى 4.3 ٪ في عام 1990 إلى 6.6 ٪ في عام 1995.

## العوامل المشاركة في عدم الإنجاب الطوعي
قام مركز بيو للأبحاث في عام 2010 بتحليل معلومات حديثة عن عدم الإنجاب بناء على المسح السكاني الأمريكي لعام 2008.

### السن
في حين أن النساء الأصغر سناً هم الأكثر عرضة للبقاء بدون أطفال، فإن النساء الأكبر سناً هن الأغلبية في التعبيرعن نيتهم لعدم الإنجاب في المستقبل.

### الزواج والعلاقات
يعتبر عدم الزواج من أهم العوامل التي تساهم في التنبؤ بعدم الإنجاب. كما أثبتت الأبحاث أن الأزواج الذين يشعرون بالقلق تجاه استقرار زواجهم كانوا أكثر ميلاً إلى عدم الإنجاب.

### الحالة الاجتماعية والاقتصادية /المشاركة في القوى العاملة
أغلب الدراسات أشارت إلى أن ارتفاع الدخل يعد مؤشر لعدم الإنجاب. إضافة إلى ذلك، فقد وضحت بعض النساء أن نقص الموارد المالية كان من الأسباب التي ساهمت في بقاؤهن بدون أطفال. كما أشارت النساء اللائي بدون أطفال في الدول المتقدمة أن في النهاية يجب على المرأة الاختيار بين عملها والأمومة. فقد بيّن مكتب التعداد في 2004 ان حوالي نصف النساء اللاتي لديهن معدل دخل أكثر من 100,000 دولار في السنة هن بدون أطفال.

### التعليم
إن احتمالية عدم الإنجاب لدى النساء اللاتي تترواح أعمارهن بين 35-44 عاماً كانت أكبر بالنسبة للنساء غير المتزوجات بنسبة (82.5 ٪) بالمقارنة بالنساء المتزوجات (12.9 ٪). مع تحليل نفس المجموعة بالنظر إلى مستوى التعليم كإحدى العوامل، اتضح أنه كلما ارتفع مستوى التعليم ارتفع عدم الإنجاب: غير الحاصلين على الثانوية (13.5 ٪)، الحاصلين على الثانوية (14.3 ٪)، غير الحاصلين على مؤهل (24.7 ٪)، الحاصلين على شهادة جامعية (11.4 ٪)، الحاصلين على شهادة البكالوريوس (18.2 ٪)، الحاصلين على شهادة دراسات عليا أو شهادة مهنية (27.6).

## السلوكيات المجتمعية تجاه عدم الإنجاب الطوعي
تعطي معظم المجتمعات قيمة كبيرة للوالدين في حياة البالغين، حيث ينظر للأشخاص الذين يختارون إرادياً عدم الإنجاب بصورة نمطية واعتبارهم «فرديون» حيث يتجنبون المسئولية الاجتماعية وهم أقل استعدادا للالتزام بمساعدة الآخرين. ولكن مع ذلك، فهناك بعض المجموعات التي تعتقد بأن هناك فؤائد لعدم الإنجاب الطوعي. بالإضافة إلى ذلك، فإن مع ارتفاع نسبة الأشخاص المهتمين بحماية البيئة والقلقين بشأن رعاية الأطفال، فإن الأشخاص الذين يختارون عدم الإنجاب يتم في بعض الأوقات رؤيتهم كمساهمين في تقليل تأثير البشر مثل أعضاء الحركة الطوعية لانقراض الجنس البشري. تشيد بعض المجموعات الدينية أو الفلسفية مثل مجموعة الهزاز في بعض الأحيان ببعض الأشخاص الذين يقررون عدم الإنجاب إرادياً.
هناك ثلاث مجالات واسعة للنقد بخصوص عدم الإنجاب الطوعي، بناء على أسباب اجتماعية- سياسية، نسوية، أو دينية. كما أن هناك اعتبارات بخصوص الأدوار الفلسفية الشخصية والمجتمعية.

### نظرية المساواة بين الجنسين
تربط الكاتبة النسوية دافني دي مارنيف القضايا النسوية الكبرى بالتقليل من كل من قيمة الأمومة في المجتمع المعاصر ونزع شرعية «رغبة الامومة» والمتعة المصاحبة للأمومة. ففي كتيب الموجة الثالثة مانيفيستا: الشابات، النسوية، والمستقبل (Manifesta: Young Women, Feminism, (and the Future يكشفان الكاتبتان جنيفر بومجاردنر وآيمي ريتشاردز مفهوم نسوية الموجة الثالثة التي تطلب ثقافة «بناتي»، بالإضافة إلى الأسباب التي تدفع نساء طفرة المواليد ونساء الجيل العاشر إلى رفض الامومة، وذلك بسبب رؤيتهم التقليل من شان أمهاتهم من قبل المجتمع والأسرة وهن صغار.
على الجانب الآخر، قامت كاتبة نسوية الموجة الثالثة تيفاني لي براون في كتاب «دليل الدخول لنظام الفتاة الجديدة» "The Bust Guide to the New Girl Order" وفي مجلة أتتي ريدر بوصف المتع والحريات للعيش بدون أطفال، الحريات مثل حرية السفر والتي كانت متعلقة بالرجل في الحضارة الغربية. كما ذكرت أنها تستمتع بإحساس الأمومة بكونها عمة، خالة، أو صديقة لعائلة أكثر من كونها أم.

### الاكتظاظ السكاني
يعتقد البعض أن الاكتظاظ السكاني مشكلة جسيمة، ويشككون في عدالة الإعانات التي يحصل عليها الأشخاص عند حصولهم على أطفال مثل الدخل المكتسب في الولايات المتحدة الأمريكية، مجانية التعليم (برنامج ك12) التي يمولها المواطنون من خلال الضرائب، الإجازة الطبية العائلية، وبرامج أخرى مماثلة. على الرغم من ذلك، يرى البعض أن الزيادة السكانية لا تمثل مشكلة في حد ذاتها، حيث يرون أن مشاكل مثل الازدحام، الاحتباس الحراري، واستنزاف الموارد الغذائية هي مشاكل سياسة العامة أو تكنولوجية.
يجادل البعض بأن مثل هذا الوعي يساهم في تدمير النفس (على افتراض أنه قابل للوراثة)، لذلك فإن عدم الإنجاب لأسباب أخلاقية سوف تساهم فقط في تقليل القلق بخصوص البيئة والاجيال القادمة.

### الحكومة والضرائب
يرى البعض أن الحوافز الحكومية أو الحوافز المهنية التي تُمنح فقط للآباء- مثل ضريبة الائتمان لكل طفل، تخطيط الغياب التفضيلي، تشريعات العمل، أو مرافق خاصة- تمييزية في جوهرها، ويطالب البعض بإزالتها، الحد منها، إنشاء أنظمة مماثلة للحوافز للأشخاص الذين ينتمون إلى فئات أخرى من العلاقات الاجتماعية. ويزعم مؤيدون عدم الإنجاب أن الأشكال الآخرى من تقديم الرعاية لم تكن مساوية تاريخياً - حيث «فاقتصرت فقط على الأطفال»- وأن هذه فكرة عتيقة ويجب إعادة تصحيحها. حيث أن الاهتمام والعناية بالمرضي، ذوالاحتياجات الخاصة، أو كبار السن مكلف نفسياً ومادياً ولكنه لا يحظى بنفس القدر من الدعم. هذا الالتزام كان تقليديا ويقع بشكل متزايد على عاتق النساء، بالإضافة إلى ذلك فقد أدى تزايد هذا الالتزام إلى تأنيث الفقر في الولايات المتحدة.
ينعكس التركيز على القبول الشخصي في الكثير من الكتابات عن اختيار عدم الإنجاب الطوعي. فإن العديد من الكتب المبكرة كانت مبنية على النظرية النسوية وكانت تهدف إلى التفرقة بين فكرة الأنوثة وفكرة الأمومة حيث أنهما ليسا متساويين، إضافة إلى ذلك، تم الإشارة إلى التفرقة المجتمعية والسياسية التي يواجهها النساء الذين ليس لديهم أطفال.

### الدين
الأديان الإبراهيمية مثل اليهودية، المسيحية، والإسلام، بالإضافة إلى الهندوسية يعطون قيمة كبيرة للأطفال ودورهم الأساسي في الزواج. حيث أن في أعمال كثيرة من ضمنها رسالة بولس الرسول التي كُتبت في عام 1988، ركز البابا جون بول الثاني على الكاثولكية الرومانية التي توضح الدور الذي يلعبه الأطفال في الحياة العائلية. على الرغم من ذلك فإن الكنيسة الكاثولكية توضح قيمة العفة خلال العزوبية وبذلك فإنها تؤيد عدم الإنجاب الطوعي للعازب. بالإضافة إلى ذلك، فإن بعض التكهنات الدينية توضح أن الشركاء الذين يتزوجون ولديهم نية عدم الإنجاب لا يمكنهم الزواج في الكنيسة.
هنالك مناقشات عدة في بعض المجموعات الدينية حول ما إذا كان أسلوب الحياة بدون أطفال مقبولاً. فمثلا هنالك رأي آخر بخصوص النص الإنجيلي في كتاب سفر التكوين 1: 28 «أَثْمِرُوا وَاكْثُرُوا»، حيث أنه ليس أمر ولكن أسلوب للمباركة وعلى الرغم من وجود عوامل عدة التي يجب أخذها بالاعتبار فيما يتعلق بما هي دوافع الناس للبقاء بدون أطفال، هناك العديد من الأسباب الصحيحة، بما في ذلك تخصيص وقت الفرد للأوقات الصعبة ولكن الجيدة، لماذا قد يختار المسيحيون البقاء بلا أطفال لفترة قصيرة أو طوال حياتهم. إنجيل متى 19: 12 يصف يسوع بأنه يسرد ثلاثة أنواع من المخصيين من بينهم نوع واحد من يختار ذلك عمداً، مشيراً إلى أن من يرغب في أن يصبح فرداً واحداً، فليفعل.

### أسباب أخلاقية
يذكر براين توماسيك الأسباب الأخلاقية التي تدفع البعض للبقاء دون أطفال.بأنهم سيكون لدى هؤلاء الأشخاص متسع أكبر من الوقت للتركيزعى أنفسهم، مما يؤدي إلى زيادة الإبداع لديهم، واكتشافهم لطموحاتهم الشخصية. وبذلك يمكنهم أن يفيدوا أنفسهم والمجتمع بطريقة أكبر مما كانوا يمكن أن يفعلوا إذا كان لديهم طفل.

### الفكرة الانانية
بعض معارضي عدم الإنجاب الطوعي يعتبرونه قراراً أنانياً. والمنطق وراءه هو أن تربية الأطفال تعتبر نشاطاً في غاية الأهمية، وبالتالي فعدم الاشتراك في مثل هذا النشاط يعني عيش الإنسان لخدمة نفسة فقط. فإن الحكمة وراء معارضة مثل هذا الاختيار هو الاعتقاد أن الأشخاص يجب عليهم محاولة المساهمة ذات معني في العالم، ومن أحسن الطرق لتحقيق مثل هذة المساهمة هي إنجاب الأطفال. يعد أحد أو كلا من هذه الافتراضات صحيحة لبعض الأشخاص، ولكن فالبعض يفضل توجيه وقته وطاقته ومواهبه في اتجاهات أخرى، والتي في أغلب الأوقات تهدف إلى تحسين العالم الذي يعيش فيه الأطفال حالياً (والذي سوف يتوارثه الأجيال القادمة).
مؤيدون عدم الإنجاب لا يعتبرون عدم الإنجاب الطوعي أكتر أو أقل أنانية من الإنجاب. حيث أن قرار الإنجاب يعد الاختيار الأكثر أنانية، بالأخص إذا كان الوالدين ذو مستوى مادي منخفض والذي قد يؤدي إلى مشاكل طويلة المدى للأطفال والمجتمع ككل. وضح الفيلسوف ديفيد بيناتار أن جوهر قرار الإنجاب هو رغبة الوالدين (الاستمتاع بتربية الأطفال أو تخليد ذكرى المرء/الجينات)، بدلاً من رغبة الطفل المحتمل. بالتالي يوضح بيناتار أن الشخص اللإنجابي ليس أناني مثل أي أب.
هناك تساؤل دائم حول إيجابية إنجاب أطفال إلى عالم يحومه القلق بخصوص ازدياد السكان، التلوث، واستنفاذ الموارد غير المتجددة. ولكن بعض النقاد يوضحون أن للإنجاب فؤائد محتملة عدة للمجتمع (مثل ازدياد القوة العاملة والذي يمكن أن يساعد على حل بعض المشاكل المجتمعية). لذلك فهناك دائما حاجة إلى معدل مواليد أعلى من الصفر.

## المنظمات والأنشطة السياسية
إن الأشخاص الذين يأيدون عدم الإنجاب الإرادي ليس من الضرورة أن يتشاركوا نفس الآراء السياسية أو الفلسفة الاقتصادية، حيث أن المنظمات الأكثر بروزاً في اتجاه عدم الإنجاب لديهم طبيعة اجتماعية. حيث ظهرت أول المجموعات الاجتماعية المؤيدة لعدم الإنجاب الإرادي في السبعينات والثمانينات، ومن ضمن هذه المجموعات المجموعة الملحوظة التحالف الوطني للوالدية الاختيارية ولا تمزح! في أمريكا الشمالية حيث تمت كتابة العديد من الكتب التي تدور حول الأشخاص الذين يختارون عدم الإنجاب بكامل إرادتهم وحيث ظهرت العديد من المواقف الاجتماعية التي تتمحور حول مصالح عدم الإنجاب بجانب العديد من الأنشطة الاجتماعية والسياسية التي تم تأسيسها لدعم هذه المصالح. لقد تم استخدام المصطلح «عدم الإنجاب الإرادي» يوم 3 يوليو عام 1972 في مجلة تايم عندما أُنشئت المنظمة الوطنية لعدم الأبوة. بالإضافة إلى ذلك، تم إحياء المصطلح مرة أخرى في التسعينات عندما قامت ليزلي لافاييت بتكوين مجموعة شبكة عدم الإنجاب الإرادي.
بدأت إيلين بيك وشيرلي رادل المنظمة الوطنية لعدم الأبوة في بالو ألتو، كاليفورنيا عام 1972. أسست المنظمة الوطنية لعدم الأبوة لترسيخ فكرة أن كلا من الرجل والمرأة يمكنهم اختيار عدم الإنجاب-أن يصبحوا بدون أطفال. بعد ذلك غيرت المؤسسة اسمها إلى التحالف الوطني للوالدية الاختيارية واستمر التحالف حتى أوائل الثمانينات حيث كان يدعم الأشخاص الذين يقررون عدم الإنجاب، بالإضافة إلى كونه مجموعة تأيدية لمحاربة الإنجاب (السلوك/الإعلان، ترويج أو تمجيد الأبوة والأمومة). فوفقاً لقوانين التحالف الداخلية فإن التحالف يهدف إلى تعليم العامة وتعزيز الوعي بعدم الإنجاب كونه يعد أحد أنماط الحياة المتاحة، ودعم الأشخاص الذين يقررون عدم الإنجاب. بالإضافة إلى ذلك، فإن التحالف يهدف إلى تعزيز الوعي حول مشكلة زيادة السكان، ومساعدة المجموعات الأخرى الذين يشاركون نفس أهداف التحالف. مكاتب التحالف كانت موجودة أولا في ريسترزتاون، مريلانــد، ثم انتقلت إلى بلتيمور، ماريلاند، ثم أخيراً إلى واشنطن العاصمة. قد قام التحالف بتحديد يوم 1 أغسطس كيوم عدم الأبوة. كما يأتي الأشخاص الذين لديهم أطفال من جميع ألوان الطيف السياسي ويدافعون عن معتقداتهم تبعا لذلك، فإن الأشخاص الذين اختاروا عدم الإنجاب الطوعي هم أيضاً لهم الحق في ذلك. على سبيل المثال، في حين يفكر بعض الأشخاص الذين اختاروا عدم الإنجاب الطوعي في رعاية الحكومة للآباء باعتبارها «إعانات لأسلوب الحياة»، فإن آخرين يتقبلون الحاجة إلى مساعدة هؤلاء الأفراد ولكنهم يعتقدون أن أسلوب حياتهم لابد أن يعوض بنفس القدر. وهناك آخرون يقبلون الحاجة إلى مساعدة هؤلاء الأفراد، كما أنهم لا يطلبون إعانات خاصة بهم.[بحاجة لمصدر]
هنالك اقتراحات عدة حول ظهور تماسك سياسي، مثل حزب عدم الإنجاب الإرادي في أستراليا-الذي تم اقتراحه في أستراليا كحزب سياسي- الذي يروج لنمط الحياة بدون أطفال بدلاً من نمط الحياة العائلية. زيادة التسييس واهتمام وسائل الإعلام أدى إلى ظهور موجة ثانية من المنظمات الداعمة لعدم الإنجاب الإرادي والتي تعتبر السياسة سبب تأسيسها، بالإضافة إلى محاولاتها العديدة لحشد مجموعات ضغط سياسي في الولايات المتحدة. فقد ظهرت أول مجموعة انجليزية والتي تعرف بعيدا عن المزاح. إن حركة عدم الإنجاب الإرادي ليس لها أي تأثير سياسي ملحوظ.[بحاجة لمصدر]

## الانتشار
في عام 1975 كانت نسبة النساء في الولايات المتحدة اللواتي تتراوح أعمراهن بين 40-44 وليس لديهم أطفال حوالي 10% وقد ارتفعت هذه النسبة في عام 2005 إلي 20%  ، ويؤكد المركز الوطني للإحصاءات الصحية أن نسبة النساء الأمريكيات في سن الإنجاب اللواتي يعرفن أنفسهن بأنهن (لاإنجابين) قد ارتفعت ارتفاعا حادا في التسعينيات من 2.4 في المائة في عام 1982 إلى 4.3 في المائة في عام 1990 إلى 6.6 في المائة في عام 1995.

### متضادات
- قويرفل (حركة لرفض تحديد النسل)
- الوالدين

## اقرأ أكثر
- Gillespie, Rosemary (2003). "Childfree and Feminine: Understanding the Gender Identity of Voluntarily Childless Women". Gender and Society. 17 (1): 122–35. doi:10.1177/0891243202238982. JSTOR 3081818.
- Hird, Myra J. (2003). "Vacant Wombs: Feminist Challenges to Psychoanalytic Theories of Childless Women". Feminist Review. 75 (1): 5–19. doi:10.1057/palgrave.fr.9400115. JSTOR 1395859.
- Waisberg, Tatiana (2017). "The Last Front Line of Human Rights: The Childfree Choice and Women Empowerment". In Leal, César Barros; Muños, Soledad Garcia (eds.). Genero, Meio Ambiente e Direitos Humanos. Fortaleza. pp. 181–217. SSRN 3050988.

## وصلات خارجية
- Voluntary childlessness at Curlie
- Reason.com – لماذا يريد الناس عدداً أقل من الأطفال؟
- "The Real Reason More Women Are Childless". Doublex. Slate. Retrieved 4 Sep 2011.